# Roland Eduard Manuel Ziegler
Roland Eduard Manuel Ziegler (* 25. Mai 1899 in Basel; † 14. November 1962 in Oberwil, Kanton Basel-Landschaft, heimatberechtigt in Winterthur und Ermatingen) war ein Schweizer Jurist, kaufmännischer Direktor und Major.

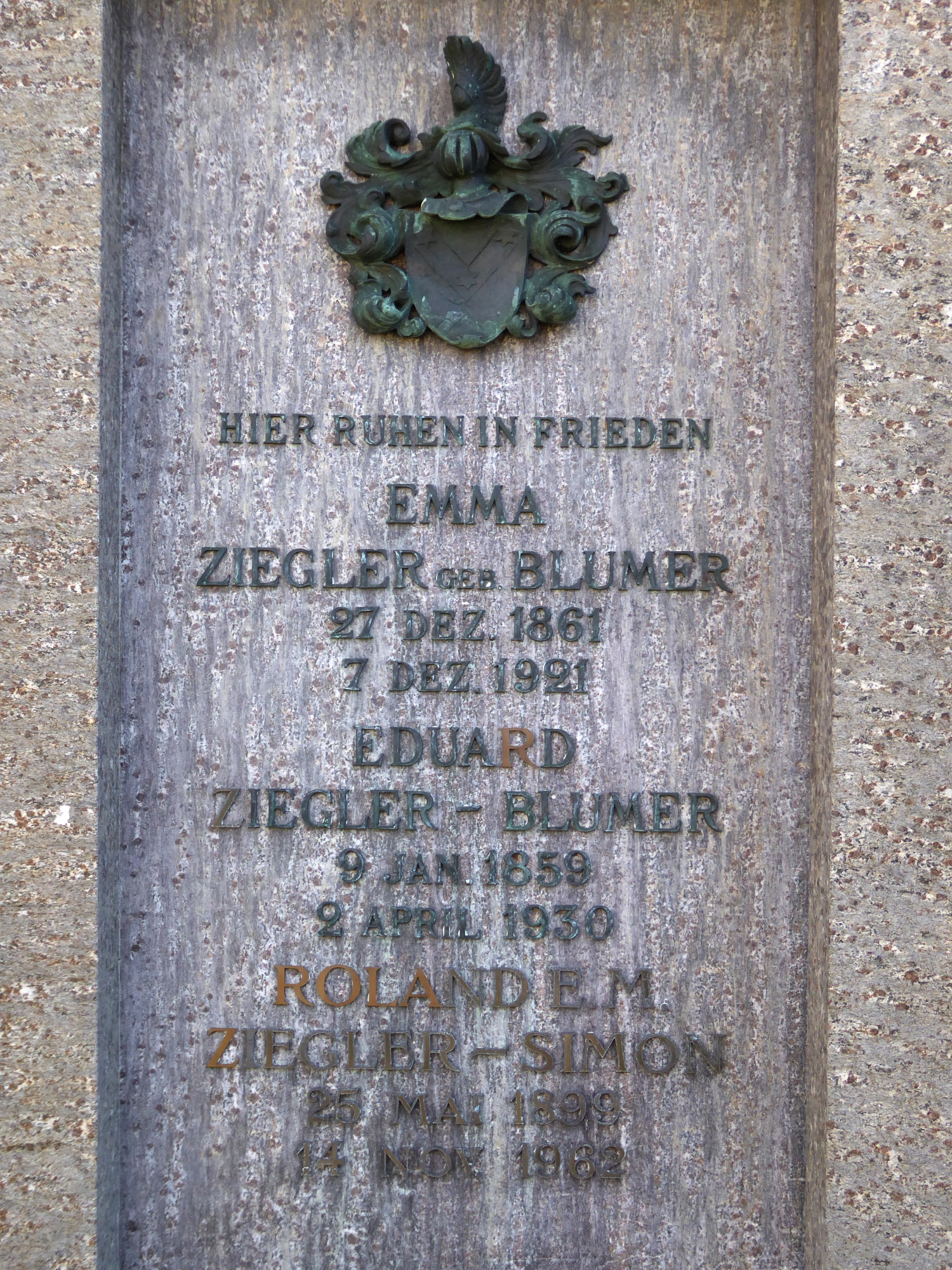
Grab auf dem Wolfgottesacker in Basel.

## Leben und Werk
Roland Eduard Manuel Ziegler war ein Sohn des Alphons Philipp Eduard Ziegler (1859–1930) und der Emma, geborene Blumer (1861–1921). Er wuchs in Basel auf und studierte Rechtswissenschaften an der Universität Basel. Anschliessend war er bei der Firma Ciba tätig, wo er es bis zum kaufmännischen Direktor brachte.
Als Major war er während des Zweiten Weltkrieges Leiter der Sektion Heer und Haus. Ab 1951 war er Mitglied der Internationalen Kontrollkommission in Korea. Zudem unternahm er ausgedehnte Reisen nach Afrika und in den fernen Osten. Von 1955 bis 1958 war er Vorsteher, bis 1961 Statthalter und bis 1962 Beisitzer der Historischen und Antiquarischen Gesellschaft zu Basel.
Seinen Besitz, den Bernhardsberg in Oberwil, vermachte er der Christoph Merian Stiftung mit der Auflage, diesen nicht überbauen zu lassen.
Ziegler war seit 1925 mit Jacqueline, geborene Simon, verheiratet. Seine letzte Ruhestätte fand er auf dem Wolfgottesacker in Basel.